# أكبر كارغرجم
أكبر كارغرجم (بالفارسية: اکبر کارگرجم)، من مواليد 26 ديسمبر 1944م، وهو لاعب كرة قدم إيراني سابق، لعب مع نادي التاج الإيراني ونادي راه آهن، كما شارك مع زملائه في دورة الألعاب الصيفية الأولمبية سنة 1974م.

## مصدر
1. ↑  أكبر كارغرجم على فرق كرة القدم الوطنية.كوم
2. ↑  "افتخارات و عملکرد استقلال تهران در باشگاه های آسیا". مؤرشف من الأصل في 19 أغسطس 2012. اطلع عليه بتاريخ أغسطس 2020. {{استشهاد ويب}}: تحقق من التاريخ في: |تاريخ الوصول= (مساعدة)

## وصلات خارجية
- Sports-Reference profile
- أكبر كارغرجم على موقع ناشيونال فوتبول تيمز (الإنجليزية)
- أكبر كارغرجم على موقع أوليمبيديا (الإنجليزية)